# Schefflera tipuanica
Schefflera tipuanica är en araliaväxtart som beskrevs av Hermann August Theodor Harms. Schefflera tipuanica ingår i släktet Schefflera och familjen araliaväxter.
Artens utbredningsområde är Bolivia. Inga underarter finns listade.